# أزرق (جهاد)
أزرق (بالفارسية: ازرگ) هي قرية تقع في إيران في قسم جهاد الريفي. يقدر عدد سكانها بـ 241 نسمة بحسب إحصاء 2016.